# KDOC
KDOC es un generador de documentación, similar a javadoc, para C++ e IDL. capaz de generar documentos en una variedad de formatos. Esta herramienta se utiliza actualmente para generar la referencia de la API de KDE.
KDOC está implementado en Perl, que hace que sea relativamente fácil de añadir las transformaciones en el árbol de sintaxis abstracta creada por analizar los archivos de origen de la interfaz.